# UNDER GRAPH (アルバム)
「UNDER GRAPH」(アンダーグラフ)は、アンダーグラフの自身初となるベスト・アルバム。

## 概要
- これまでのアンダーグラフの全シングルと未発表の新曲を収録した初のベスト・アルバムだが、”アンダーグラフ×坂本美雨”名義の配信シングル「やっぱり地球は青かった」と9thシングルの初回限定盤に収録の「風車」は未収録。初回限定盤は2枚組となっており、アルバム未収録曲や、未発表曲、新曲が収録されている。
- 初回限定盤のみに付属するDISC2のカップリング及び初音源化となる曲以外の選曲は、タイアップのついた曲となり、インタビューによると本人達は「アンダーグラフとアンダーグラフのスタッフのベストだから」、「アンダーグラフの為に働いてくれたスタッフに対する感謝も込めている」と答えている。

## 収録曲

### Disc1
1. 心の瞳
9thシングル
2. ツバサ
デビューシングル
3. 遠き日
配信限定シングル
4. ピース・アンテナ
6thシングル
5. 夏影
10thシングル。アルバム初収録。
6. ユビサキから世界を
5thシングル
7. 遥かなる道
配信限定シングル
8. 真面目過ぎる君へ
4thシングル
9. 2111 ～過去と未来で笑う子供達へ～
アルバム初収録の配信限定シングル
”アンダーグラフ×SolJa”名義
「2111」の読み方は“ニーイチイチイチ”
10. 君の声
2ndシングル
11. ジャパニーズロックファイター
8thシングル
12. また帰るから
6thシングル
13. パラダイム
3rdシングル
14. セカンドファンタジー
7thシングル
15. 時流
未発表曲。
インディーズの頃から存在していたが、今の自分達が演奏・表現するにはまだ早いと判断し封印していた楽曲。CD・アルバム共に初収録。
16. スカイホール
ライブで披露されていた未発表新曲。CD・アルバム共に初収録。
テレビ東京『ものスタMOVE』エンディングテーマ（2010年10月4日～）。

### Disc2 (初回限定盤のみ)
1. フリージア
9thシングルのc/w。アルバム初収録。
2. 言葉
2ndアルバム「素晴らしき日常」収録。
パソコンテレビGyaO・BS日テレ『NIGHT HEAD GENESIS』エンディングテーマ曲。
3. おんなじキモチ
音楽配信サイト「レコチョク」、「mobile FORLIFE」にて2009年12月9日から2010年1月31日の期間限定で配信された。
ラジオ番組、「ラジオ・チャリティー・ミュージックソン」のサポートソングであり、この配信音源の収益の7割は同番組に寄付された。
CD・アルバム共に初収録。東京女子流の同名曲とは全く無関係である。
4. 純心サイクル
5thシングルのc/w。アルバム初収録。
5. 君の日、二月、帰り道
3rdシングルのc/w。アルバム初収録。
6. アカルキミライ
2ndシングルのc/w。アルバム初収録。
7. ティアラ
3rdアルバム「呼吸する時間」収録。
収録にあたってラストに鳴っていた鐘の音がカットされている。
クラウディア コマーシャルソング。
8. ユメノセカイ
4thシングルのc/w。アルバム初収録。
9. 9(ナイン)
7thシングルのc/w。アルバム初収録。
10. 自然と君へ
9thシングルの通常盤c/w。アルバム初収録。
11. エレクトロワード
新曲。CD・アルバム共に初収録。
12. ロックスター (Rare Track) 
未発表曲で「ジャパニーズロックファイター」の原型。
「spring tour '08 〜呼吸する楽園〜」で披露されていた楽曲。CD・アルバム共に初収録。
歌詞はジャパニーズロックファイターと同じ部分もあれば、少々書き換えられている部分もある。テンポは少し遅めになっているが、アレンジはほとんど変わっていない。
ブックレットには歌詞は未掲載。